# Радуня (река)
Раду́ня (пол. Radunia) — река в Польше.
Длина — 103 км, площадь бассейна — 837 км². Радуня вытекает из озера Стенжицкое, протекает по территории Поморского воеводства, впадая в Мотлаву в городе Гданьске, на территории которого в XIV веке от реки был построен Радунский канал для нужд Большой мельницы.
Русло Радуни пересекает более десятка небольших озёр.
В 1910—1937 годах на реке было построено 8 небольших гидроэлектростанций общей мощностью 14 МВт.
Крупнейший населённый пункт на реке — город Гданьск, через который Радуня протекает недалеко от устья.